# Caroline Criado Perezová
Caroline Emma Criado Perez ( *1984) je britská feministická aktivistka, spisovatelka a novinářka. Její první celostátní projekt Women's Room vznikl ve snaze zvýšit zastoupení žen v médiích. Bojovala proti odstranění jediné ženy (kromě královny) z britských bankovek, což vedlo k oznámení britské centrálni banky, že se do roku 2017 na bankovce v hodnotě 10 liber objeví portrét Jane Austen. Zmíněná kampaň vedla k trvalému obtěžování Criado Perez a dalších žen na sociální síti Twitter. V důsledku toho Twitter oznámil plány na zlepšení svých postupů pro podávání stížností a tři lidé byli v souvislosti s obtěžováním na internetu odsouzeni a uvězněni. Její poslední kampaň se týkala umístění sochy ženy na Parliament Square v Londýně. Socha bojovnice za volební právo žen Millicent Fawcett byla odhalena v dubnu 2018 v rámci oslav 100. výročí získání volebního práva žen ve Spojeném království. V roce 2019 Criado Perez vydala knihu Invisible Women (tj. „Neviditelné ženy“), která se stala bestselerem.

## Mládí a studia
Narodila se roku 1984 v Brazílii a je dcerou Carlose Criado Pereze, podnikatele argentinského původu a bývalého generálního ředitele řetězce supermarketů Safeway ve Spojeném království, a anglické zdravotní sestry Alison, která pracovala na řadě humanitárních misí pro organizaci Lékaři bez hranic. Během Carolinina dětství žila rodina v několika zemích, včetně Španělska, Portugalska a Tchaj-wanu, a také ve Spojeném království. Když jí bylo 11 let, otec se přestěhoval do Nizozemska a ona začala chodit na stejnou internátní školu v anglickém hrabství Northamptonshiru jako její dva starší bratři. Nelíbilo se jí, že ve škole docházelo k šikanování.

Studovala historii na univerzitě v Londýně, ale po roce studia zanechala. Chtěla se stát operní zpěvačkou a na hodiny zpěvu si vydělávala prací v knihkupectví nebo v designérské agentuře. Když jí bylo kolem dvaceti, složila maturitu z angličtiny a anglické literatury a poté odešla studovat anglický jazyk a literaturu na Oxfordskou univerzitu, kterou absolvovala v roce 2012. Poprvé měla pocit, že v životě něco dokázala. Pracovala jako redaktorka pro informační a síťový portál farmaceutického průmyslu a v roce 2013 dokončila magisterské studium genderových studií na London School of Economics a stala se aktivní feministkou.
„Kultura, ve které žijeme, se skládá z malých drobných sexistických činů, které můžete ignorovat, ale když se nad nimi zamyslíte komplexně, začnete vidět vzorec chování.“

## Kampaně

### Zastoupení žen v médiích
V listopadu 2012 založila Criado Perez spolu s Catherine Smith webovou stránku Women's Room, jejímž cílem je shromažďovat ženy odbornice a předávat jejich kontakty novinářům, aby se mohl zvýšit podíl žen zastoupených v médiích. Bezprostředním podnětem k založení Women's Room byly dva příspěvky v pořadu BBC Radio 4 vysílaném v říjnu 2012, první o prevenci těhotenství mladistvých a druhá o rakovině prsu. V obou pořadech chyběly ženy na straně diskutujících odborníků a tazatelé byli rovněž pouze muži.
Když se na nové webové stránce spustil zkušební provoz, během 48 hodin se zaregistrovalo více než 40 žen. Jejich odbornost zahrnovala standup komedii, podnikání, nová média, osobní finance, domácí násilí a feminismus.

### Ženy na bankovkách
V další kampani kritizovala rozhodnutí Bank of England nahradit na bankovce v hodnotě 5 liber Elizabeth Fry Winstonem Churchillem, čímž by na rubu bankovek nezůstala žádná žena. Criado Perez poukázala na to, že zákon o rovnosti z roku 2010 zavazuje veřejné instituce k „odstranění diskriminace“. Důkaz, že banka jednala s požadovaným „náležitým ohledem“, chyběl, protože podrobnosti o rozhodovacím procesu nebyly zveřejněny.
Kampaň, která získala podporu 35 000 petentů a finanční podporu pro případnou právní žalobu, přiměla nově jmenovaného guvernéra Bank of England Marka Carneyho k oznámení, že se Jane Austen objeví na nové bankovce v hodnotě 10 liber místo Charlese Darwina. Criado Perez volbu schválila, přestože Jane Austen nebyla její preferovanou ženskou historickou postavou. „Svůj čas trávila tím, že si utahovala z establishmentu. Všechny její knihy jsou o tom, jak jsou ženy utiskovány a dezinterpretovány. Je opravdu smutné, že to říkala před 200 lety a já to musím říkat i dnes“.

### Obtěžování na sociálních sítích
Po oznámení výše uvedeného rozhodnutí Bank of England v červenci 2013 začala Criado Perez a další ženy dostávat na Twitteru různé výhrůžky, včetně vyhrožování znásilněním a vraždou. V té době Criado Perez uvedla, že dostávala každou hodinu asi 50 takových výhrůžek. Twitter v té době nepřebíral žádnou odpovědnost za obsah tweetů, pouze uživatelům doporučoval, aby se obrátili na příslušné úřady. Proto návrh, aby vyplnila on-line formulář pro Twitter, v němž by podrobně popsala chování, které zažila, považovala za poněkud neadekvátní. Podobnému obtěžování na Twitteru čelila také labouristická poslankyně Stella Creasy, která se spolu s Criado Perez podílela na kampani prosazující ženy na bankovkách. Koncem července policie zatkla v souvislosti s vyhrožováním na Twitteru muže a ženu. Později byl zatčen ještě další muž a všichni tři byli odsouzeni k nepodmíněnému trestu odnětí svobody až na dva měsíce.
Příznivci Criado-Perez v krátké době shromáždili 50 000 podpisů pod petici, která vyzvala Twitter, aby na svých stránkách zavedl politiku nulové tolerance vůči zneužívání. Britská opoziční ministryně vnitra Yvette Cooperová rovněž napsala Twitteru dopis, v němž kritizovala jeho neadekvátní reakci na „otřesné, hanebné a nepřijatelné“ komentáře. On-line petice vyzývající Twitter k zavedení tlačítka, které by uživatelům stránek umožnilo nahlásit zneužívání, získala do 2. srpna 110 000 podpisů. Dne 3. srpna 2013 generální ředitel Twitteru ve Velké Británii Tony Wang oznámil, že na všech příspěvcích je možnost jedním kliknutím umožnit uživatelům snadno nahlásit urážlivé tweety, a zároveň se omluvil ženám, které byly terčem urážek.

### Socha ženy na Parliament Square
8. března 2016, na Mezinárodní den žen, si Criado Perez všimla, že na Parliament Square ve Westminsteru není ani jedna socha ženy. Všech jedenáct soch, včetně Winstona Churchilla a Nelsona Mandely, zpodobňuje muže.
Zahájila proto kampaň za to, aby náměstí před parlamentem přestalo být místem určeným pouze pro muže a aby zde byla umístěna socha ženy. Po dvou letech a 85 000 podpisech byla na náměstí odhalena nejen první socha ženy, ale také první socha stvořená ženou. Jedná se o sochu bojovnice za volební právo žen Millicent Fawcett, kterou ztvárnila sochařka Gillian Wearing a která byla odhalena v dubnu 2018 v rámci oslav 100. výročí získání volebního práva žen ve Spojeném království.

## Dílo

### Do it Like a Woman
První kniha Do it Like a Woman (tj. Udělej to jako žena) vyšla v roce 2015 v nakladatelství Portobello. Criado Perez v ní představuje průkopnice z celého světa a ukazuje, co znamená být ženou v kultuře, kde jsou moc a základní svobody příliš často ztotožňovány s mužstvím. Každý den na celém světě ženy pozitivně ovlivňují své životy a životy lidí ve svých komunitách. Většina těchto žen nezná teorie západního feminismu, mnohé z nich působí v hluboce patriarchálních a sociálně omezujících společnostech, některé se možná ani neoznačují za feministky. Přesto tyto ženy dokazují sobě i světu, že mocná síla pro změnu může někdy začít jediným odvážným činem. Caroline Criado Perez v knize odhaluje tyto příběhy a zkoumá, co znamenají pro feministické hnutí jako celek. Shromažďuje příběhy od beatboxerek na Maltě a prostitutek v Merseyside po pilotky stíhaček v Afghánistánu a lékařky v Portugalsku a ukazuje, jak ženy podnikají pozitivní, praktické kroky, aby se postavily nespravedlnosti nebo nerovnosti a změnily svůj svět.

### Invisible Women
Druhá kniha Invisible Women: exposing data bias in a world designed for men (tj. Neviditelné ženy: Odhalení datových předsudků ve světě stvořeném pro muže, 2019) byla přeložena do čtyřiadvaceti jazyků a získala cenu Royal Society Science Book Prize 2019 a cenu Financial Times Business Book za rok 2019. Criado Perez v ní dokumentuje genderové rozdíly ve společnosti a to, jak žijeme ve světě, kde dominují muži. Představte si svět, kde je váš telefon příliš velký na to, abyste ho mohli držet v ruce, kde vám lékař předepíše lék, který není vhodný pro vaše tělo, kde máte při autonehodě o 47 % vyšší pravděpodobnost, že budete vážně zraněni, kde vám každý týden není uznán ani oceněn nespočet hodin práce, které odvedete. Pokud vám něco z toho připadá povědomé, je pravděpodobné, že jste žena.
Kniha ukazuje, jak ve světě, který je z velké části vytvořen muži pro muže, systematicky ignorujeme polovinu populace. Upozorňuje na nedostatečné údaje o pohlaví, mezeru v našich znalostech, která je základem trvalé, systémové diskriminace žen a která vytvořila všudypřítomnou, ale neviditelnou předpojatost s hlubokým dopadem na životy žen. Odhaluje zkreslené údaje, které znevýhodňují ženy, od vládní politiky a lékařského výzkumu až po technologie, pracovní prostředí, městské plánování a média. Criado Perez poprvé přináší působivou řadu případových studií, příběhů a nových výzkumů z celého světa, které ilustrují skryté způsoby, jakými se na ženy zapomíná, a dopady, které to má na jejich zdraví a spokojenost.

## Ocenění
Za úspěšnou kampaň ohledně zobrazování žen na bankovkách získala Criado Perez od skupiny Liberty v listopadu 2013 ocenění bojovnice roku za lidská práva. V roce 2015 byla oceněna Řádem britského impéria (OBE) za zásluhy o rovnost a rozmanitost, zejména v médiích.